# 青森県運転免許センター
青森県運転免許センター（あおもりけんうんてんめんきょセンター）は、青森県青森市三内にある、青森県警察が管理する運転免許試験場である。かつては同市新城地区の青森西高校の向かいにあった。

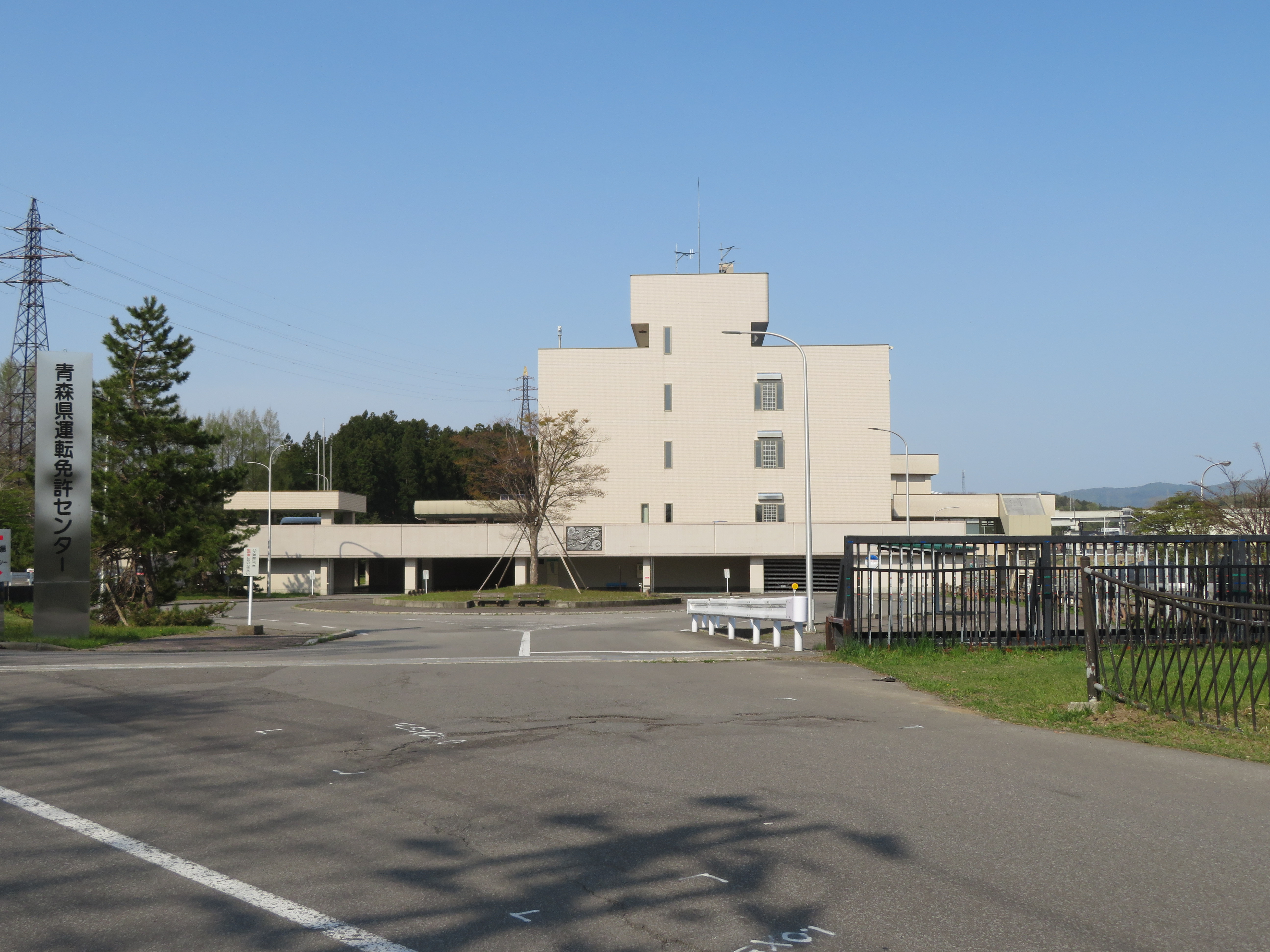
青森県運転免許センター

## 所在地
- 青森県青森市大字三内字丸山198-4

## 交通機関
- 青森市営バス「免許センター」下車、徒歩1分
  - ただし、青森駅からは朝3本と昼1本のみ、青森駅へは昼前から夕方にかけての4本のみ。左記時間外は「三内丸山市民館前」バス停か「西近野」バス停まで徒歩移動しなければならない。
- 青森駅から車で約25分、東北自動車道青森ICからは車で約10分